# Prince de Bulgarie
'Prince de Bulgarie' est un cultivar de rosier obtenu en 1900 par le rosiériste français Joseph Pernet-Ducher. Il figure encore dans les catalogues. Il est dédié au prince Ferdinand de Saxe-Cobourg-Gotha (1861-1948), élu prince de Bulgarie en 1887 et devenu tzar des Bulgares en 1908.

## Description
Ce rosier fut très remarqué dès sa création par le coloris de ses fleurs d'un délicat rose chair pâle aux reflets argentés, et au cœur saumon plus foncé, mis en valeur par la forme parfaite de ses pétales (au nombre de 17-25). Les fleurs sont grandes et très doubles, bien dressées sur leur tige. Elles sont peu parfumées.
Le buisson compact au port érigé et au feuillage sombre peut s'élever à 120 cm.
Sa zone de rusticité est de 6b à 9b. Ce rosier doit être traité contre la maladie des taches noires et le pied protégé en hiver.